# Фруэла (герцог Кантабрии)
Фруэла Кантабрийский (исп. Fruela de Cantabria) — второй сын герцога Кантабрии Педро, родной брат короля Астурии Альфонсо I Католика.
В «Хронике Альфонсо III» сообщается о том, как герцог Фрэула сопровождал короля Альфонсо I в походах против мавров. Он принимал участие в сражениях за города Луго, Туй, Опорто, Брага, Визеу, Шавиш, Ледесма и другие.
Имя жены герцога Фруэлы неизвестно. У него было два сына (оба стали королями) и дочь:
- Бермудо I
- Аурелио
- неизвестная по имени дочь, вышедшая замуж за аристократа из Алавы по имени Лопе и родившая, по крайней мере, одну дочь, Мунию, которая стала женой короля Фруэлы I Жестокого[3][7].